# Herbert Speyer
Herbert Louis Jean Speyer (Londen, 7 oktober 1870 - 14 maart 1942) was een Belgisch senator.

## Biografie
Herbert Speyer was een zoon van bankier Robert Speyer (1837-1876) en een kleinzoon van bankier Germain Cassel. Hij promoveerde tot doctor in de rechten en doctor in de politieke en administratieve wetenschappen aan de Université libre de Bruxelles. Hij werd in 1914 hoogleraar grondwettelijk en administratief recht aan deze universiteit.
In 1912 werd hij verkozen tot liberaal senator voor het arrondissement Aarlen en vervulde dit mandaat tot in 1925.
Speyer was lid van de Koloniale Raad (Conseil colonial) en de Belgian Council of the Jewish Agency.
In mei-juni 1940 behoorde hij tot de eerste parlementsleden die naar Engeland vluchtten. Op 5 juli werd een Belgisch regeringsorgaan opgericht, wat geen regering was, onder voorzitterschap van Camille Huysmans. Speyer werd een van de zes leden ervan. Dit orgaan, een idee van Marcel-Henri Jaspar, kwam niet werkelijk van de grond, want weldra waren Hubert Pierlot, Camille Gutt, Paul-Henri Spaak en Albert de Vleeschauwer in Londen en werden zij als Belgische regering erkend.
In januari 1941 richtte de Belgische regering een Rechtskundige Raad op met als opdracht de besluiten en koninklijke besluiten juridisch voor te bereiden. De uit ambtenaren samengestelde raad werd door Speyer voorgezeten. Hij was ook lid van de commissie Onderwijs, voorgezeten door Julius Hoste.
Speyer overleed aan de gevolgen van een longontsteking.

## Publicaties (selectie)
- Les vices de notre procédure en Cours d'assise, Brussel, Bruylant, 1898.
- Comment nous gouvernerons le Congo, Brussel, 1907.
- La constitution juridique de l'empire colonial britannique, Parijs, 1906.
- Faut-il garantir la dette congolaise?, Brussel, 1908.
- Y a-t-il lieu de reviser la Loi coloniale du 18 octobre 1908?, Brussel, 1912.
- La réforme du Sénat, Brussel, 1914.
- La réforme de l'Etat en Belgique, Brussel, Bruylant, 1927.
- Corporatisme ou parlementarisme réformé, Brussel, Bruylant, 1935.
- Le rôle des partis, 1939.
- L'organisation politique coloniale et la Charte de 1908, Brussel, 1940.